# Karl Ludwig von Haller

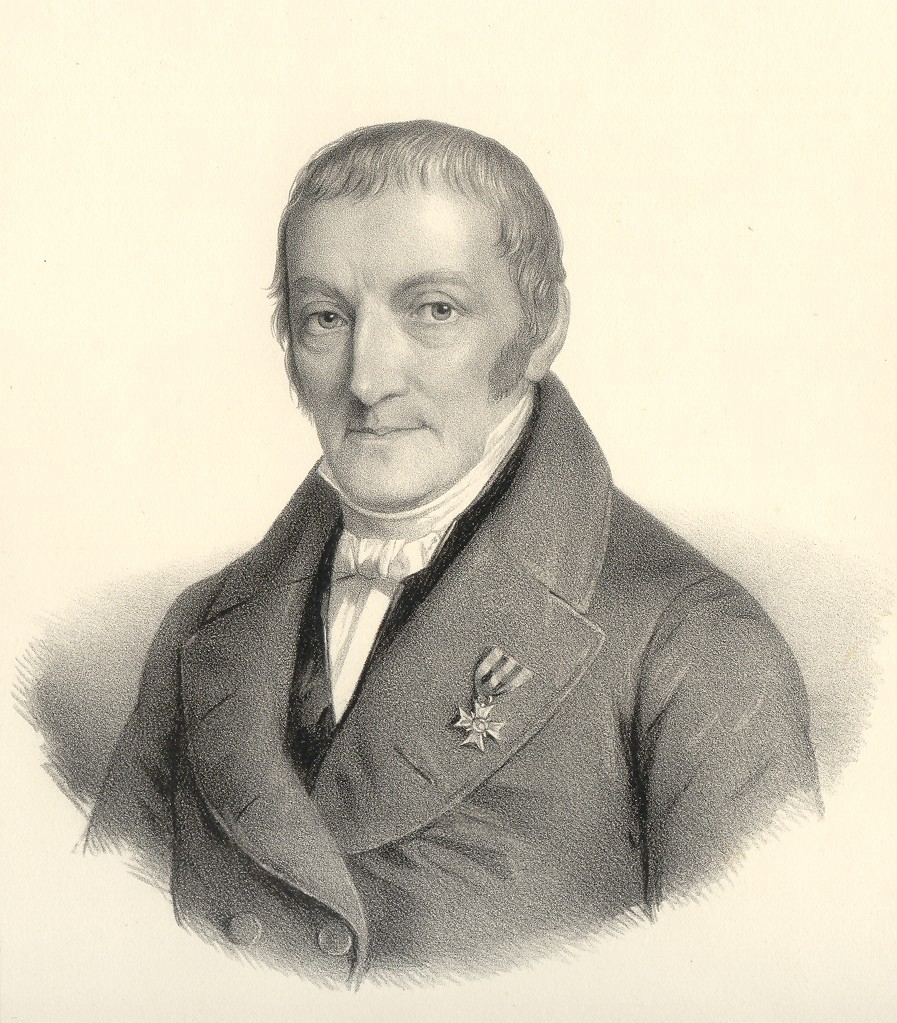
Karl Ludwig von Haller

Karl Ludwig von Haller (auch Carl; * 1. August 1768 in Bern; † 20. Mai 1854 in Solothurn) war ein Schweizer Staatsrechtler, Politiker, Publizist und Nationalökonom in Bern. Er gilt als Vordenker eines frühen, reaktionären Konservatismus.

## Leben

### Familie
Von Haller ist der Enkel des Universalgelehrten Albrecht von Haller (1708–1777). Seine Eltern waren Gottlieb Emanuel von Haller (1735–1786) und dessen Ehefrau Anna Margarethe Schultheß (1734–1810).
Haller heiratete 1806 in Bern Katharina von Wattenwyl (* 1780; † 31. Dezember 1848), die Tochter des David Salomon Ludwig von Wattenwyl (* 23. Oktober 1742; † 24. Februar 1808), eines Offiziers in holländischen Diensten und Landvogts in Fraubrunnen. Das Paar hatte zwei Söhne und eine Tochter:
- Karl (1807–1893), Politiker, Publizist
- Albert (1808–1858), Weihbischof von Chur
- Margaretha Elisabeth Cäcilia (* 28. Juli 1809; † 1834) ⚭ Karl von Sury d’Aspermont (1799–1868)

### Werdegang
Aufgewachsen in Bern im Milieu des calvinistisch geprägten Patriziats der Stadt, trat er 1786 in den Staatsdienst ein und war unter anderem diplomatisch und nebenbei auch bereits schriftstellerisch tätig. 1798 floh er vor den anrückenden französischen Revolutionsarmeen nach Süddeutschland, wo er Station in Augsburg, Nürnberg und Weimar machte und antifranzösische bzw. antirevolutionäre Schriften verfasste. Nach einem Aufenthalt in Wien ab 1800/01 kehrte er 1806 nach Bern zurück und wurde im Jahr 1807 – obwohl er Autodidakt war, nicht studiert hatte – als Professor für allgemeines Staatsrecht, vaterländische Geschichte und Kameralistik an die Berner Akademie berufen. Hier lehrte er wohl bis 1814, wurde dann in den Grossen Rat der Stadt Bern gewählt und begann zeitgleich mit der Ausarbeitung seines Hauptwerks, der «Restauration der Staatswissenschaft». 1808 wurde er zum korrespondierenden Mitglied der Göttinger Akademie der Wissenschaften gewählt.
Da er sich vom Katholizismus stark angezogen fühlte, konvertierte er 1820 im Geheimen beim Bischof von Lausanne-Genf, Pierre Tobie Yenni, und rechtfertigte diesen Schritt in seinem 1822 als Broschüre veröffentlichten «Lettre à sa famille», was einen Skandal – nicht zuletzt im protestantischen Bern – und erhebliche Polemik Haller gegenüber auslöste. In der Folge war er gezwungen, von allen öffentlichen Ämtern zurückzutreten. Noch im selben Jahr ging er nach Paris, wo er sich als ultraroyalistischer Publizist betätigte, die Bekanntschaft de Bonalds und Lamennais’ machte und 1824 ins französische Aussenministerium berufen wurde. Im Mai 1830 ernannte man ihn schliesslich zum Professor an der École des Chartes, jedoch musste er im Zuge der Julirevolution wiederum das Land verlassen. Haller kehrte nach diesem erneuten Exil in die Schweiz zurück, lebte in Solothurn und wirkte bis zu seinem Tode im Jahr 1854 als konservativer Publizist und Schriftsteller.

## Denken

### Die «Restauration»
Weit über die Schweiz hinaus bekannt wurde von Haller durch seine Schrift «Restauration der Staatswissenschaft» (1816–1834), mit ganzem Titel eigentlich: Restauration der Staats-Wissenschaft oder Theorie des natürlich-geselligen Zustands der Chimäre des künstlich-bürgerlichen entgegengesezt. In diesem seinem zu grosser zeitgenössischer Bekanntheit gelangten, mehrbändigen Hauptwerk vertrat er eine bisweilen extreme Position starker, eigenständiger Fürstenmacht, die als direkter Gegenentwurf zum politischen Denken der Aufklärung und der Revolutionäre von 1789 angelegt ist.
Ausgehend von der Behauptung, dass das gesamte revolutionäre Gedankengut schlichtweg auf Verdrehung und Verdunkelung der politischen und rechtlichen Wirklichkeit beruhe und die Fürsten in Wahrheit durch ihr ursprüngliches Eigentum am Staat auch das ungeteilte Recht auf die oberste Staatsgewalt besässen, entwickelte er eine Theorie des «Patrimonialstaates», in dem alle sozialen und politischen Beziehungen zwischen den Menschen rein privatrechtlicher und nicht öffentlich-rechtlicher Natur sind. Er bediente sich bei seiner Argumentation einer historischen Kritik der Vertragstheorie und ihrer Grundannahmen sowie des Gedankens einer natürlich-göttlichen Weltordnung, die ohne jedes aufklärerische Naturrecht jedem Menschen den ihm gebührenden Platz in der Gesellschaft zuweist, einfach kraft des Gesetzes von der «Herrschaft des Mächtigeren». Diese Pointe brachte Haller in späterer Zeit den Vorwurf eines «Machtnaturalismus» ein, wohingegen das Fehlen jedweden öffentlichen Rechts in seinem Konzept bzw. des öffentlich-rechtlichen Charakters der Staatsgewalt bereits früh und auch von konservativer Seite kritisiert wurde. Man warf ihm unter anderem vor, einen «Patrimonialstaat» des Mittelalters wiederbeleben zu wollen und mit seiner Theorie lediglich die Interessen der landbesitzenden Oberschicht (etwa der preussischen «Junker») zu verteidigen.

### Wirken
Auch wenn sein Konzept breit kritisiert und selbst innerhalb der späteren konservativen Theoriebildung kaum rezipiert worden war, hatte die Lektüre der «Restauration» dennoch einen nachweisbaren Mobilisierungseffekt auf einige konservative Politiker späterer Jahrzehnte, so etwa Ernst Ludwig von Gerlach und seine Mitstreiter in deren Jugendzeit, Carl Ernst Jarcke oder Carl Wilhelm von Lancizolle. Wenngleich Hallers Radikalität kaum verfing, lässt sich doch eine mittelbare Wirkung seiner politischen Positionen im Altkonservatismus wiederfinden.
Vermittels Gerlachs durchdrang er auch das Rechtsumfeld Savignys in Berlin. Zwar stiess er auf dessen radikale Ablehnung, weil aber unter Savignys Anhängern Unruhe aufgrund wichtiger offen gebliebener Fragen wie der (philosophischen) Einlassung auf die «letzten Gründe von Staat und Recht» seines historischen Lehrkonzepts aufkeimte, vermochte er – nach Auffassung Bethmann-Hollwegs – das Fundament der bedeutendsten Rechtsschule der Zeit zu erschüttern.
Nach dem Titel seiner Schrift erhielt die historische Phase der «Restauration» nach dem Wiener Kongress, ca. 1815 bis 1830, ihren Namen.

## Werke (Auswahl)
- Handbuch der allgemeinen Staaten-Kunde. Steiner’sche Buchhandlung, Winterthur 1808 (Digitalisat [Memento vom 20. Mai 2014 im Internet Archive]).
- Politische Religion oder biblische Lehre über die Staaten. Steiner’sche Buchhandlung, Winterthur 1811 (Digitalisat [Memento vom 20. Mai 2014 im Internet Archive]).
- Was sind Unterthanen-Verhältnisse? o. O., 1814 (urn:nbn:de:bvb:355-ubr00840-8).
- Restauration der Staats-Wissenschaft oder Theorie des natürlich-geselligen Zustands der Chimäre des künstlich-bürgerlichen entgegengesezt. 6 Bände (in zwei Auflagen), Winterthur 1817–1834 (doi:10.3931/e-rara-24495).
- Ueber die Constitution der spanischen Cortes. o. O., 1820 (Digitalisat [Memento vom 20. Mai 2014 im Internet Archive]).
- Lettre de M. Charles-Louis de Haller, membre du conseil souverain de Berne, à sa famille, pour lui déclarer son retour à l’église catholique, apostolique et romaine [dt.: Schreiben des Herrn Carl Ludwig von Haller an seine Familie; um Ihr seinen Übertritt zur Römisch-katholischen-apostolischen Kirche zu eröffnen]. Paris/Lyon 1821 (Digitalisat [Memento vom 20. Mai 2014 im Internet Archive]).
- Freymaurerey und ihr Einfluss auf die Schweiz. Hurter, Schaffhausen 1840 (Digitalisat [Memento vom 29. August 2021 im Internet Archive]).